# Roman Benet
Roman Benet (italijansko Romano Benet), slovenski strojnik in alpinist, * 20. april 1962, Trbiž.
Roman Benet je edini Slovenec, ki je osvojil vseh 14 osemtisočakov. Ta dosežek mu je uspel skupaj z ženo Nives Meroi, po rodu Italijanko iz Bergama, ko sta 11. maja 2017 kot svoj zadnji osemtisočak osvojila Anapurno (8091 m). Tako sta postala 34. in 35. Zemljana po vrsti ter hkrati prva zakonca na svetu s tem dosežkom. Poleg tega je bila Nives tretja ženska na svetu s tem dosežkom. Vse vrhove sta osvojila brez uporabe dodatnega kisika in brez pomoči šerp. Pred Benetom je bil Slovenec z največ osvojenimi osemtisočaki Viki Grošelj, ki jih je osvojil 10. Benetova sta primerljiva tudi z Andrejem in Marijo Štremfelj, ki sta 7. oktobra 1990 kot prvi zakonski par stala na Everestu.

## Življenje
Romanov oče Jože Benet in mati Marija rojena Makovec sta bila doma iz Rateč. Ko jima je v požaru pogorela domačija, sta novo hišo postavila v Beli Peči (Pri Jalnu; italijansko Fusine Laghi), slovenski vasi, ki je po meddržavni razmejitvi po drugi svetovni vojni pristala na italijanski strani. Roman se je tako rodil v Italiji, vendar kot je povedal, v prvem razredu osnovne šole ni znal besede italijansko. Kasneje se je izučil za strojnega tehnika in delal kot prevoznik gradbenega materiala, zatem v tovarni verig, pa v tunelih. Plezati je začel že v mladosti, in sicer so s prijatelji plezali pretežno v Julijskih Alpah. Ko so pri 18. letih nekateri že imeli izpit za avto, so začeli tudi bolj resno s plezanjem v Dolomitih. Kasneje je v šoli v Vidmu spoznal Nives Meroi, svojo bodočo ženo. Poročila sta se leta 1988 in od takrat plezala skupaj. Leta 2009, po neuspelem naskoku na Kangčendzengo (8586 m), so Romanu po prihodu v Italijo diagnosticirali aplazijo kostnega mozga. Radioterapija in kemoterapija sta bili neuspešni, nakar so mu presadili kostni mozeg, ki ga je daroval mlad Nemec. Vendar je bila tudi presaditev neuspešna. Pol leta zatem so zdravniki še drugič poiskali Nemca, da je daroval mozeg, in v drugo je poseg uspel, tako da je bil Roman v dveh tednih zdrav. Če bi poseg še drugič bil neuspešen, bi moral do konca življenja prejemati po dve transfuziji na teden. Leta 2011 je z ženo ponovno pričel s plezanjem v Himalaji.
Roman je tudi solastnik športne trgovine v Trbižu, z ženo pa sta tudi ustanovitelja prostovoljnega društva Mandi - Namasté, ki zbira sredstva za gradnjo šol in bolnišnic v Nepalu. 5. januarja 2018 mu je Upravna enota Jesenice podelila slovensko državljanstvo zaradi njegovih zaslug za slovenski narod.

## Kronologija plezanja
- 1991: K2 (8611 m), neuspešno
- 1994: K2 (8611 m), neuspešno
- 1995: Bhagirathi II (6512 m) v Garhwalski Himalaji
- 1996: Everest (8848 m), neuspešno
- 1997: Nanga Parbat (8125 m), prvi osvojeni osemtisočak
- 1999:

- Šiša Pangma (8027 m)
- Čo Oju (8201 m)
- Everest (8848 m), neuspešno

- 2000: Gašerbrum II (8035 m), neuspešno
- 2001: Mazeno (7120 m), neuspešno
- 2003:

- Gašerbrum I (8068 m)
- Gašerbrum II (8035 m)
- Broad Peak (8047 m)
- K2 (8611 m), neuspešno

- 2004:

- Lotse (8516 m)
- K2 (8611 m), neuspešno

- 2005:

- Daulagiri (8167 m), neuspešno
- Anapurna (8091 m), neuspešno

- 2006:

- Daulagiri (8167 m)
- Anapurna (8091 m), neuspešno
- K2 (8611 m)

- 2007:

- Everest (8848 m)
- Makalu (8463 m), neuspešno

- 2007/2008: Makalu (8463 m), zimski vzpon, neuspešno
- 2008: Manaslu (8163 m)
- 2009:

- Anapurna (8091 m), neuspešno
- Kangčendzenga (8586 m), neuspešno

- 2011:

- Gran Paradiso (4061 m) v Italiji
- Mera (6476 m) v Kumbu (Himalaja)

- 2014: Kangčendzenga (8586 m)
- 2016: Makalu (8463 m)
- 2017: Anapurna (8091 m)